# Dead Meadow
Dead Meadow est un groupe américain de stoner rock originaire de Washington, D.C. et formé en 1998. Aujourd'hui composé du chanteur et guitariste Jason Simon, du bassiste Steve Kille († et du batteur Mark Laughlin, le groupe a publié neuf albums studio, un album live, une Peel Session, et un double live film-concert.

## Biographie
Dead Meadow s'est formé en 1998 sur les cendres de deux jeunes groupes de Washington : The Impossible Five et Colour. Il était à l'origine composé de Jason Simon au chant et à la guitare, Steve Kille à la basse, et Mark Laughlin à la batterie. Ils commencèrent en combinant du heavy metal des années 1970 et du rock psychédélique des années 1960 à des thèmes venant d'auteurs tels que J. R. R. Tolkien et H. P. Lovecraft. Le premier album, Dead Meadow, est sorti en 2000 chez Tolotta Records, un label dirigé par le bassiste de Fugazi Joe Lally. La version LP a été publiée par Planaria Records. Il a été rapidement suivi par Howls from the Hills en 2001, aussi sorti chez Tolotta Records. Après l'enregistrement de Howls from the Hills, John Peel a demandé à Dead Meadow d'enregistrer une Peel Session. Celle-ci a été enregistrée au studio de Fugazi, et constitue ainsi la première Peel Session à être enregistrée hors des studios de la BBC.
Au printemps 2002, Laughlin quitte le groupe pour poursuivre une carrière d'avocat. Il fut remplacé par leur ami Stephen McCarty (précédemment dans Canyon). Un album live, Got Live If You Want It, publié mi-2002, restitue un des derniers concerts avec Mark Laughlin à la batterie et fut produit par Anton Newcombe du Brian Jonestown Massacre. Début 2003, le groupe signe chez Matador Records et sort Shivering King and Others. Avec des morceaux au son heavy et influencé par le blues comme sur les deux précédents disques, le groupe poursuit dans un style psychédélique, avec également des éléments acoustiques et des ballades. Avec l'ajout d'un second guitariste, Cory Shane, Feathers sort en 2005. 
Jason Simon est le neveu du créateur de Sur écoute (The Wire), David Simon. La musique de Dead Meadow a été utilisée brièvement dans le premier épisode de la saison 4 Boys of Summer et dans l'épisode React Quotes de la saison 5 de la série.
En 2007, le groupe, à nouveau composé de trois membres, fait une apparition au cinquième festival annuel de Green Man à Crickhowell, au pays de Galles et déménage de Washington vers Los Angeles en Californie.
Début 2008, Dead Meadow sort Old Growth chez Matador Records. Un ensemble de morceau prenant la forme d'une retour à la recette de leur second album Howls from the Hills est pour cela créé et enregistré au studio Sunset Sound à Los Angeles. Comme les trois précédents albums, Old Growth fut produit par le bassiste Steve Kille.
Plus tard la même année, une brève session d'enregistrement avec Andrew Stockdale de Wolfmother conduit à la réinterprétation de Everything's Goin' On de Dead Meadow en une nouvelle chanson Pilgrim qui finit sur le deuxième album de Wolfmother, Cosmic Egg.

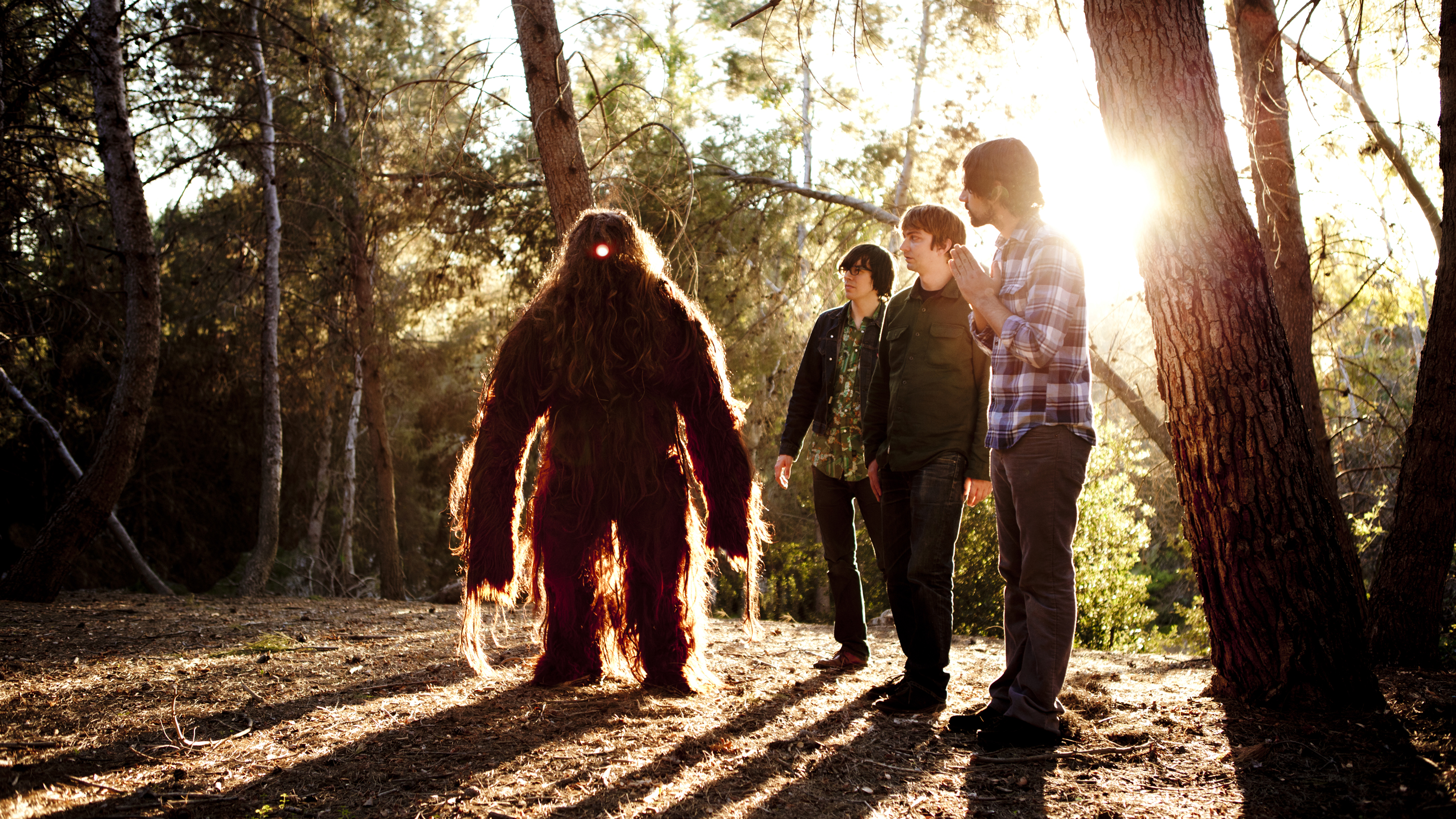
Photo promotionnelle de 2013.

En mars 2010, le groupe publie un film live et sa bande-son, Three Kings, qui met en lumière leurs prestations scéniques ainsi que des rêveries psychédéliques. L'enregistrement live audio et vidéo eut lieu au Bombasti, dernière date de leur tournée de cinq mois à la suite de Old Growth. Le film fut présenté pour la première fois au Hollywood Forever Cemetery à Los Angeles et a été publié sur le label new-yorkais Xemu Records, co-dirigé par Kille. Le film a été réalisé par Simon Chan et Joe Rubalcaba de Artificial Army.
En janvier 2011, Mark Laughlin met de côté sa carrière d'avocat pour rejoindre le groupe définitivement et accomplir une tournée en Europe et dans le nord-ouest des États-Unis.
Jason Simon annonce également en septembre de la même année la sortie de son premier album acoustique solo et éponyme chez TeePee Records.
Les chansons Sleepy Silver Door, Greensky Greenlake et That Old Temple sont présentes dans la vidéo de skate Emerica, Stay Gold. Sleepy Silver Door est également présente en 2012 dans une publicité pour Miller Lite.
Le 23 janvier 2013, le groupe dévoile un nouveau morceau Mr Chesty préfigurant le nouvel album Warble Womb, sorti en novembre 2013 sur le label du groupe Xemu Records et par le label de Brooklyn The End Records.
La mort du bassiste du groupe, Steve Kille, est annoncée le 18 avril 2024.

## Composition
Membres actuels
- Jason Simon – chant, guitare
- Mark Laughlin – batterie

Anciens membres
- Stephen McCarty – batterie
- Cory Shane – guitare
- Steve Kille – basse, sitar (†)

## Discographie
Albums studio
- Dead Meadow (2000)
- Peel Sessions (2001)
- Howls from the Hills (2001)
- Shivering King and Others (2003)
- Feathers (2005)
- Old Growth (2008)
- Three Kings album/DVD (2010)
- Warble Womb (2013)
- The Nothing They Need (2018)
- Force Form Free (2022)
- Voyager To Voyager (2025)

Albums live
- Got Live If You Want It (2002)

Autres apparitions
- Mele Kalikimaka sur Psych-Out Christmas (Cleopatra Records, 2013)